# Hydrotaea daisetsuzana
Hydrotaea daisetsuzana este o specie de muște din genul Hydrotaea, familia Muscidae, descrisă de Shinonaga și Tadao Kano în anul 1983. Conform Catalogue of Life specia Hydrotaea daisetsuzana nu are subspecii cunoscute.